# Жан-П'єр Буає
Жан-П'єр Буає (фр. Jean-Pierre Boyer; 15 лютого 1776 — 9 липня 1850) — один з лідерів Гаїтянської революції, президент Гаїті з 1818 до 1843 року. Об'єднав північну та південну частини країни 1820 року, а також захопив та узяв під свій контроль Санто-Домінго (тогочасна назва Домініканської Республіки), що призвело до об'єднання всього острова Гаїті під владою одного уряду 1822 року. Буає правив країною довше за будь-якого іншого з латиноамериканських президентів-революціонерів його покоління.

## Життєпис
Народився в Порт-о-Пренсі. Його батько був заможним ремісником-французом, мати — звільненою рабинею гвінейського походження. Здобув освіту у Франції, де скінчив військове училище.
Повернувшись на Гаїті, Буає невдовзі був змушений виїхати у вигнання до Франції. Повернувся на батьківщину разом із Александром Петіоном 1802 року з французьким загоном під командуванням генерала Шарля Леклерка. Коли стало зрозуміло, що французи збираються знову запровадити рабство й обмеження свобод кольорового населення, Буає приєднався до патріотичного руху під проводом Петіона й Жана-Жака Дессаліна, який очолював боротьбу колишньої колонії за незалежність. Після приходу до влади на півдні країни Петіона останній призначив Буає своїм наступником.
Коли Санто-Домінго проголосив незалежність наприкінці 1821 року, Буає швидко організував вторгнення та взяв територію сучасної Домініканської Республіки під контроль гаїтянських військ, об'єднавши весь острів під своєю владою до 9 лютого 1822 року. Буає правив островом Гаїті до 1843 року, коли втратив підтримку еліти й був усунутий від влади.